# Chaetocnema elongatula
Chaetocnema elongatula är en skalbaggsart som beskrevs av George Robert Crotch 1873. Chaetocnema elongatula ingår i släktet Chaetocnema och familjen bladbaggar. Inga underarter finns listade i Catalogue of Life.